# Ferrocarril La Habana-Güines

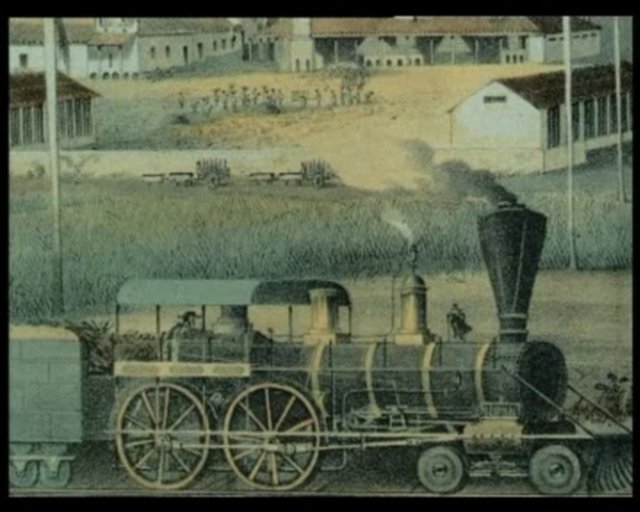
Ferrocarril La Habana-Güines

El ferrocarril La Habana-Bejucal-Güines fue una línea inaugurada el 19 de noviembre de 1837, la primera construida en España (a la que entonces pertenecía Cuba) y la séptima del mundo. En la España peninsular la primera línea en funcionar (la Barcelona-Mataró) no se inauguró hasta 11 años después, en 1848.

## Antecedentes
En 1767 Lorenzo de Montalvo y Montalvo, conde de Macuriges, solicitó la construcción de un canal de navegación que enlazara Güines con La Habana con la finalidad de facilitar el transporte de riquezas forestales, café, azúcar y sus derivados.

## Historia
En 1830 el entonces gobernador general de Cuba, Francisco Dionisio Vives, creó la Junta de Caminos de Hierro para estudiar la construcción del ferrocarril La Habana-Güines. En diciembre de ese año el proyecto se paralizó y fue retomado en 1832 cuando el habanero Claudio Martínez de Pinillos, conde de Villanueva, fue nombrado presidente de la Real Junta de Fomento de La Habana.

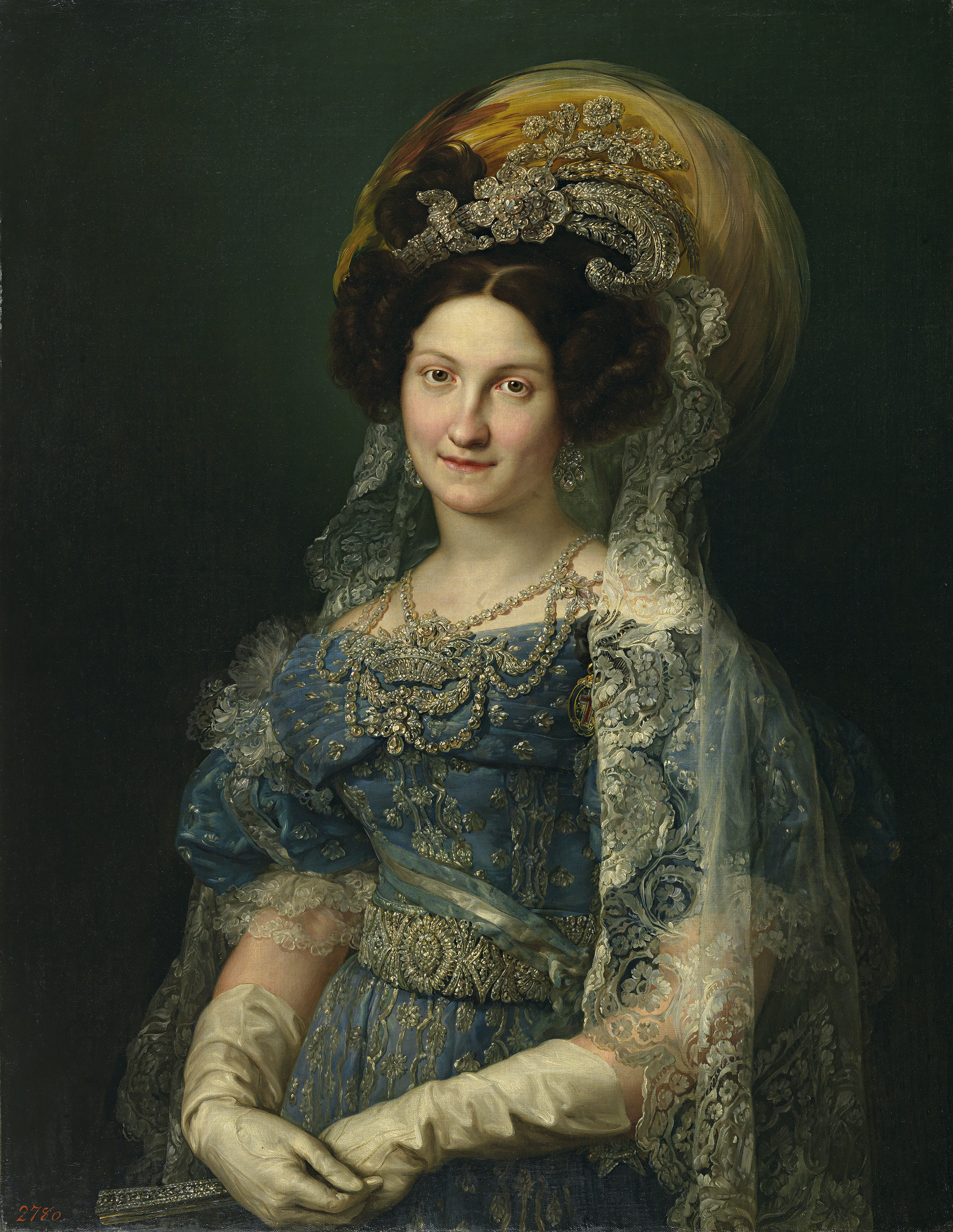
María Cristina de Borbón-Dos Sicilias.

El 12 de octubre de 1834, al inicio del reinado de  Isabel II (todavía una niña), se autorizó la construcción de la primera línea La Habana-Güines. La Real Junta de Fomento llevaría a cabo la construcción del ferrocarril consiguiendo un empréstito de dos millones de pesos negociado en Inglaterra. La obra tuvo al norteamericano Alfred Cruger, como ingeniero principal. El 19 de noviembre de 1837, se abrió a la explotación el primer tramo de 27,5 km desde la capital cubana hasta Bejucal, solo doce años después del primer servicio de ferrocarril público inglés. Sería el primer ferrocarril en América Latina y el primero también de España, y el segundo país en las Américas, solo después de Estados Unidos. La España peninsular contaría con este medio de transporte únicamente a partir de 1848.
A fines de 1839, el ferrocarril habanero fue completado hasta los 44,5 km, alcanzando su destino proyectado, la ciudad de Güines, entonces cabecera de una rica comarca agrícola y azucarera al sureste de La Habana. El desarrollo de los ferrocarriles en Cuba tuvo como motor a la industria azucarera, la cual necesitaba un medio de transporte eficaz para el traslado del azúcar y las mieles hacia los puertos para su exportación. En consecuencia, primaron los intereses privados locales en su estadio inicial de desarrollo. Además de la red de La Habana, se desarrollaron impetuosamente redes ferroviarias locales partiendo de Matanzas, Cárdenas, Cienfuegos y Sagua La Grande, en el occidente y centro de la isla, o sea, donde se concentraba la producción azucarera.

## Promotor
Promovida por el publicista andaluz Marcelino Carrero Portocarrero con la denominación de El Camino de Hierro Habana-Güines, solicita autorización al gobernador y capitán general de Cuba, Francisco Dionisio Vives.

"...El camino elegido es el de Güines, porque siendo el único en aquella dirección en que se encuentran riquísimas comarcas y en consecuencia el más frecuentado, ha de ser necesariamente el más productivo para los accionistas..."
Expediente 4 981 del Archivo Nacional de Cuba, del Fondo del Real Consulado

La reina gobernadora María Cristina de Borbón-Dos Sicilias autorizó a la Junta de Fomento el 12 de diciembre de 1834 a hipotecar sus rentas para amortizar el préstamo con Inglaterra, lo que permitió la realización de las obras.